# Natércia Martins

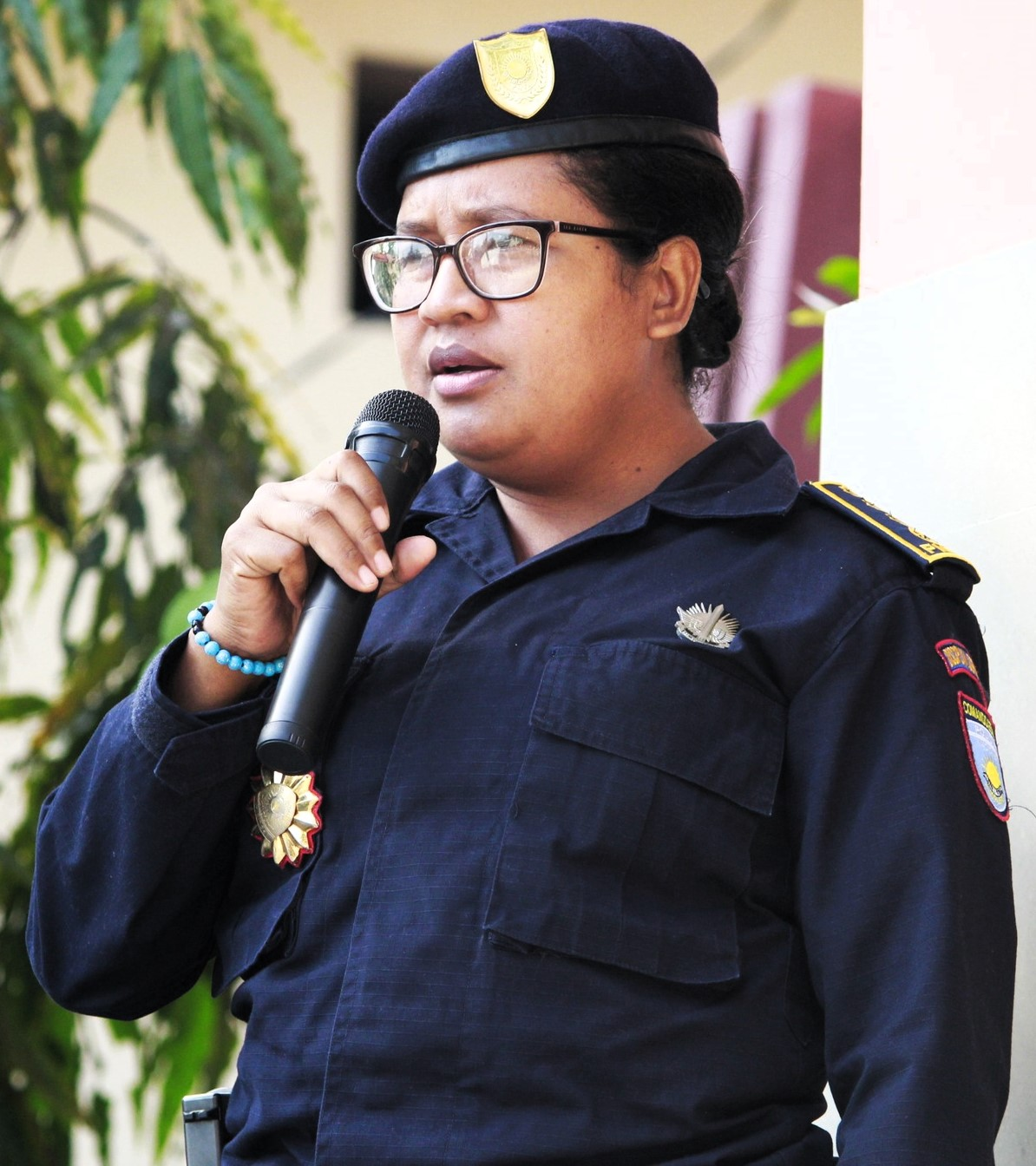
Natércia Martins (2023)

Natércia Eufrásia Soares Martins (* 13. Mai 1980 in Ermera, Osttimor), Kampfname Kiki, ist eine osttimoresische Polizistin im Range einer Superintendente Xefe. Von 2010 bis 2015 war Martins Distriktskommandantin der Nationalpolizei Osttimors (PNTL) in Liquiçá, von 2016 bis 2020 in  Ermera und seit 2022 ist sie Polizeikommandantin der Hauptstadtgemeinde Dili.

## Werdegang
Martins ist die Tochter von Alexandre Martins und Lucia Soares. Der Vater war in der portugiesischen Kolonialzeit Soldat in der portugiesischen Armee und Fahrer Natércia Martins besuchte die Grundschule in Ermera von 1987 bis 1993, die dortige Prä-Sekundarschule von 1993 bis 1996 und schließlich die katholische Sekundarschule Canossa in Ossu von 1996 bis 1997, bevor sie zur Sekundarschule Dharma Bhakti in Dili wechselte, wo sie von 1998 bis 1999 blieb.
1999 wurde im von Indonesien seit 1975 besetzten Osttimor von den Vereinten Nationen ein Unabhängigkeitsreferendum vorbereitet. Martins engagierte sich in der Unabhängigkeitsbewegung und gehörte in Dili dem Solidaritätsrat der Studenten an. Als sich dort die Sicherheitslage verschlechterte, kehrte sie nach Ermera zurück. In Ermera begann Martins für die Mission der Vereinten Nationen in Osttimor (UNAMET) zu arbeiten. Zusammen mit 20 Freunden ging sie im Suco Riheu von Haus zu Haus, um den Menschen die Präsenz der Vereinten Nationen in Osttimor zu erklären. Die Bevölkerung sollte so auf das bevorstehende Referendum vorbereitet werden. Martins war mit 19 Jahren die Jüngste der Gruppe. Unterstützer der Indonesier begannen daraufhin die einheimischen UN-Mitarbeiter zu bedrohen. Die UN brachte sie deswegen wieder nach Dili, wo pro-indonesische Milizen gerade die Fakultät für Sozialwissenschaften der Universität überfallen hatten. Martins sah weinende Frauen und Kinder, worauf sie beschloss, die Menschen und das Recht verteidigen zu wollen.
Nach dem Abzug der Indonesier trat Martins 2000 der neugegründeten Nationalpolizei Osttimors bei. Von Juni bis September 2001 war sie Polizeikommandantin des Subdistrikts Hatulia und dann bis Januar 2002 vom Subdistrikt Railaco. Von 2003 bis 2008 war sie Ausbilderin im Ausbildungszentrum der Polizei (Sentru Formasaun Polísia) in Comoro.
2010 wurde Martins als erste Frau in Osttimor zur Polizeikommandantin eines Distrikts ernannt. Sie erhielt die Verantwortung für Liquiçá. 2011 schloss sie, inzwischen Mutter, ihr vierjähriges Jurastudium ab, das sie parallel zu Beruf und Familie durchführte. 2015 übernahm Martins zunächst das Kommando für Interne Operationen und wurde 2016 Kommandantin der Polizei in ihrer Heimatgemeinde Ermera. 2019 wurde sie als eine von sechs Frauen ausgewählt, um zum Mitglied der Friedenstruppen der Vereinten Nationen ausgebildet zu werden. 2020 folgte die Ernennung zur Superintendente Xefe und Leiterin des PNTL-Büros für Internationale Beziehungen (Gabinete Relasaun Internasional) und am 28. Dezember 2022 zur Distriktskommandantin der Polizei in Dili. Zuvor hatte sie noch in Australien eine Ausbildung in militärischer Strategie und Verteidigung absolviert.

## Sonstiges
Martins hat fünf Kinder.
2010 erhielt sie die Medalha Solidariedade de Timor-Leste.